# Pius X-kerk (Vorst)

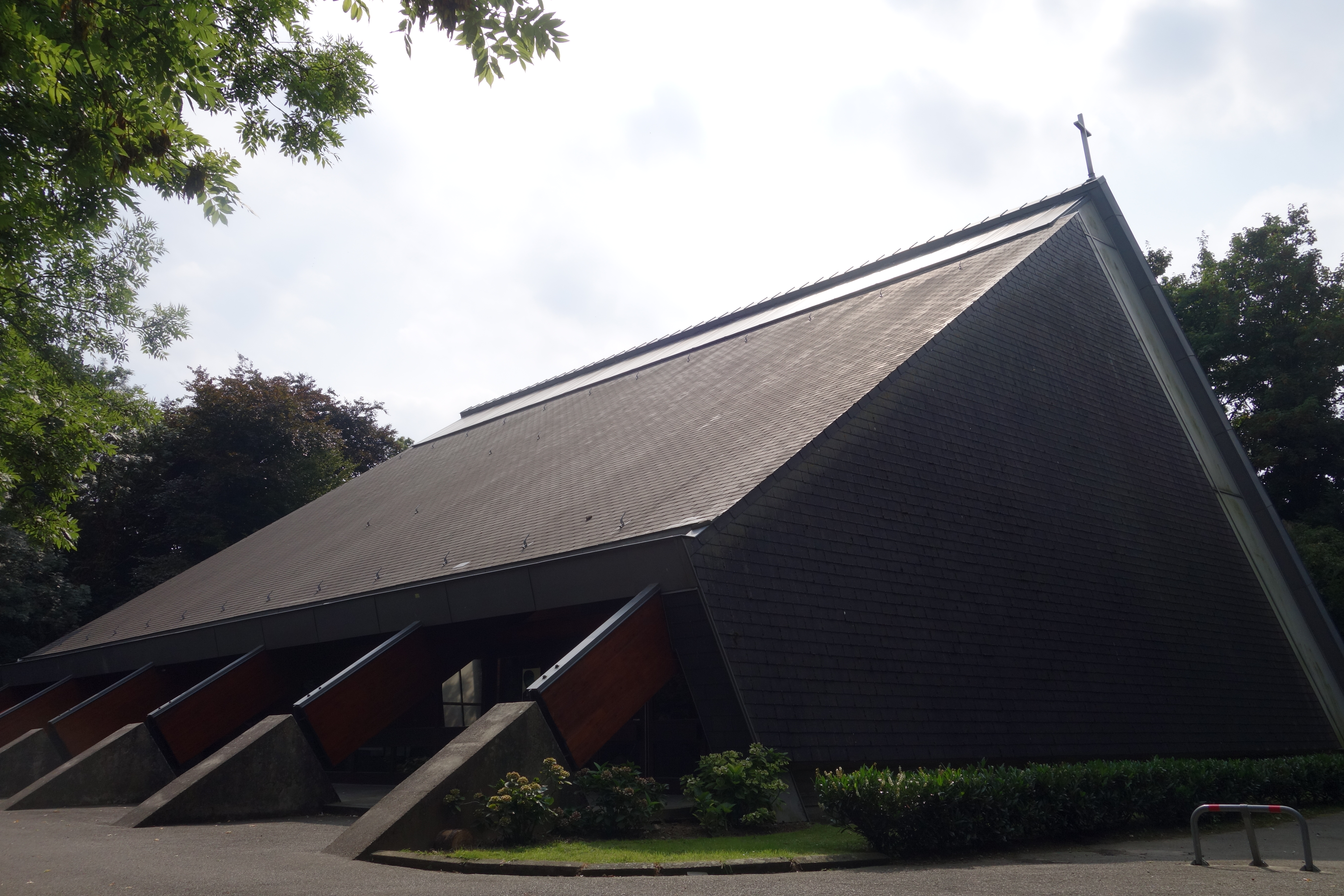

De Pius X-kerk of Sint-Pius X-kerk (Frans: Église Saint-Pie X) is een kerkgebouw in de Belgische gemeente Vorst in het Brussels Hoofdstedelijk Gewest. De kerk staat aan de Roosendaelstraat 121-123 in het zuiden van de gemeente Vorst.
De kerk is gewijd aan paus Pius X.

## Geschiedenis
In 1966-1967 werd de kerk gebouwd naar het ontwerp van architect Paul Mignot.

## Gebouw
De kerk is in modernistische stijl opgetrokken. Het kerkgebouw staat op een rechthoekig grondvlak waarop een gebouw is opgetrokken bestaande uit twee hellende vlakken. In een van de hellende vlakken is langs de noklijn een strook uitgevoerd in glas om licht het gebouw binnen te laten.